# Geniatosoma matilei
Geniatosoma matilei är en skalbaggsart som beskrevs av Marc Lacroix 2000. Geniatosoma matilei ingår i släktet Geniatosoma och familjen Rutelidae. Inga underarter finns listade i Catalogue of Life.